# 布里亚特共和国人民呼拉尔
布里亚特共和国人民呼拉尔是俄罗斯联邦布里亚特共和国一院制立法机关，于1994年取代布里亚特最高会议，66名代表每五年举行一次大选。一半的代表是通过比例制选举产生的，另一半则是在具有多数席位的单选区中产生的，独立代表由自己提名。人民呼拉尔举行的选举至少在代表任期届满前三个月举行，由普选产生。人民呼拉尔的第一任主席是米哈伊尔·因诺肯捷维奇·谢苗诺夫，是目前唯一连续两个任期的人。